# فرح سراج
فرح سِراج هي مطربة وكاتبة أغاني أردنية، لقبت ب «السفيرة الموسيقية» للأردن. امتد مشوارها عبر الولايات المتحدة، أوروبا والشرق الأوسط. وأدت في العديد من أبرز منصات العالم بما دي ذلك الأمم المتحدة، قاعة جائزة نوبل، المنتدى الاقتصافي العالمي، تلفزيون MBC في الشرق الأوسط، وجوائز أنتينا دي أورو في إسبانيا. أجرت ليونس سيرش مقابلة مع فرح سراج في «قاعة الجاز» لbreakthruradio.com في يوليو 2012.

## حياتها

### الطفولة والتعليم
ولدت وترعرعت في عمان، عاصمة الأردن، محيطة بها موسيقى الشرق الأوسط. في سن الثالثة بدأت دراسة البيانو الكلاسيكي ونظرية الموسيقى. كان أول أداء منفرد لها في سن الرابعة عندما كانت أدت في المركز الثقافي الملكي، عمان. وواصلت رحلتها الموسيقية، وبعمر السادسة عشر اشتهرت بكونها واحدة من أصغر الملحنين في الأردن. بعد قضاء سنوات في الأردن، انتقلت فرح إلى إسبانيا مع عائلتها. بدأت تعليمها الموسيقي في كلية «ترينيتي للموسيقى» في لندن، حيث حصلت على دبلوم في التأليف الموسيقي ثم تخرجت من كلية باركلي للموسيقى في بوسطن.

### المشوار الموسيقي
خلال سنوات عملها في باركلي، قامت بالغناء بانفراد في عدد من الفعاليات بما في ذلك عروض في بريطانيا والإمارات العربية المتحدة والأردن وإسبانيا واليونان والولايات المتحدة الأمريكية. في عام 2011 أصدرت فرح أول أسطوانة مطولة لها بعنوان «بدوي»، بتمويل من جلالة الملك عبد الله الثاني ملك الأردن. في هذه الأسطوانة، أدت فرح مؤلفاتها الأصلية، ودمجت تأثيرات الموسيقى الشرق أوسطية، والفلامنكو، وموسيقى الجاز، وموسيقى البوبسا والبوب، مع كلمات بالعربية والإسبانية والإنجليزية. وقد جرت التسجيلات في الشرق الأوسط وإسبانيا والولايات المتحدة الأمريكية، بما في ذلك أكثر من 30 موسيقياً من خمس قارات مختلفة. في عام 2012، قدمت فرح عملها الجديد، بعنوان «مشروع الجاز العربي»، الذي يضم مؤلفات أصلية وألحانًا شرق أوسطية تقليدية تم إعدادها على سياق موسيقى الجاز، وسميت باسم «نورا جونز» الشرق الأوسط.

### الأعمال الإنسانية
تستخدم فرح موسيقاها للتوعية بالقضايا الإنسانية. قامت بتأليف الموسيقى من أجل التوعية بالإبادة الجماعية في دارفور وجمهورية الكونغو الديمقراطية، واضطراب المعارك النارية في بيروت، والصراعات العسكرية في غزة، وكل ذلك برسالة قوية واحدة بالحاجة الملحة إلى السلام والحق في الحرية لجميع الناس. تستمر في استخدام موسيقاها لتشجيع التغيير الإيجابي في العالم لجميع الناس.

## ديسكوغرافيا
- «زاريا»
- «مشروع الجاز العربي»
- «بدوي»
- «تحية لشوكولا»
- «البلاديوم»
- «للمرأة السودانية»
- «ملك القلوب»